# Елстерауе
Елстерауе (њем. Elsteraue) општина је у њемачкој савезној држави Саксонија-Анхалт. Једно је од 43 општинска средишта округа Бургенланд. Према процјени из 2010. у општини је живјело 9.414 становника. Посједује регионалну шифру (AGS) 15084130.

## Географски и демографски подаци
Елстерауе се налази у савезној држави Саксонија-Анхалт у округу Бургенланд. Општина се налази на надморској висини од 145 метара. Површина општине износи 79,9 km². У самом мјесту је, према процјени из 2010. године, живјело 9.414 становника. Просјечна густина становништва износи 118 становника/km².